# Julius Alberti

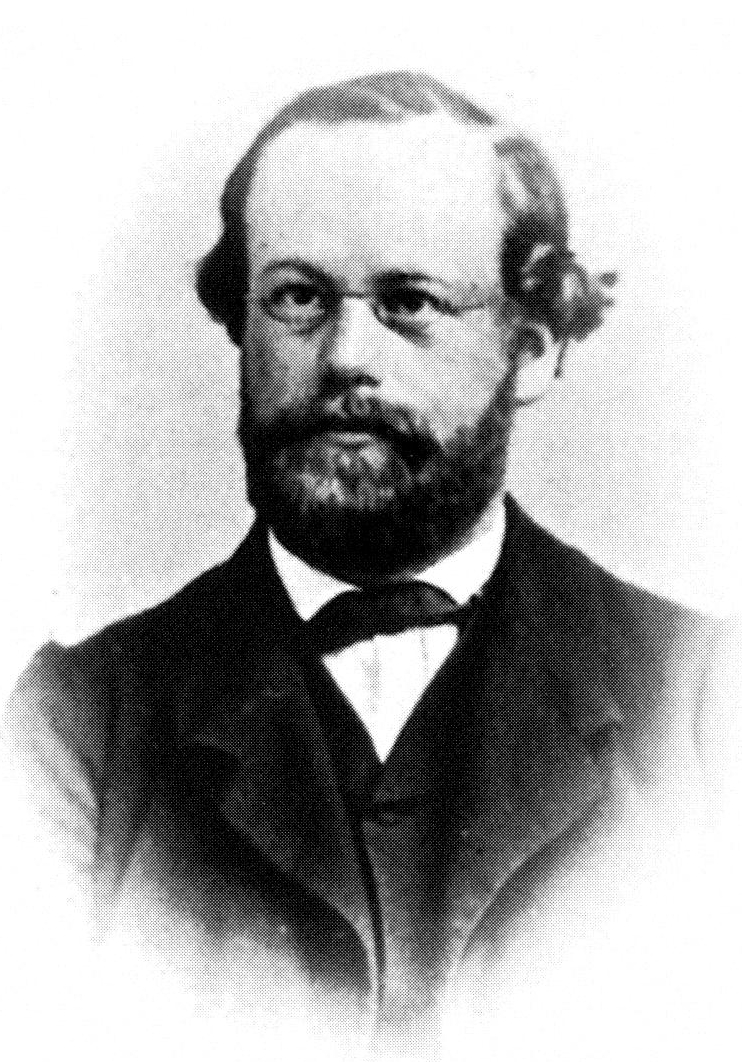
Julius Alberti

Heinrich Julius Alberti (* 4. März 1832 in Schleiz; † 23. Juni 1902 ebenda) war ein deutscher Jurist, Verwaltungsbeamter und Politiker.

## Familie
Alberti war der Sohn des Rektors des Gymnasiums Rutheneum in Schleiz (heute: Konrad-Duden-Museum), Heinrich Alberti, und dessen Ehefrau Henriette Garn. Er heiratete am 18. Januar 1859 in Hohenleuben seine Cousine Clara Emilie Alberti (* 2. Juni 1935 in Hohenleuben; † 30. Mai 1906 in Schleiz). Die Ehefrau war die Tochter des Pfarrers und Lehn- und Gerichtsherren Johann Gottlob Friedrich Alberti. Der Schwager (und gleichzeitig Cousin) Ludwig Alberti wurde ebenfalls Landtagsabgeordneter.

## Leben
Alberti besuchte das Rutheneum in Schleiz bis Ostern 1849 und studierte nach dem Abitur Rechts- und Kameralwissenschaften als Hauptfach und Nationalökonomie, Philosophie und Geschichte als Nebenfach an der Universität Leipzig. Er schloss das Studium 1852 mit der Promotion zum Dr. phil. ab. Nach dem Studium war er zunächst unbesoldeter Akzessit beim Landratsamt Schleiz und dort ab 1856 Landratsamtssekretär. Vom 16. August 1864 bis 1883 war er Bürgermeister von Schleiz. Er war 1864 auf Lebenszeit gewählt worden, 1870 erfolgte jedoch eine Wiederwahl. Seit dem 26. September 1879 war er auch Amtsanwalt am Amtsgericht Schleiz. Ab dem 1. Oktober 1883 war er Landrat des Oberländischen Bezirks und folgte dort dem scheidenden Landrat Moritz Fuchs nach. Am 30. Juni 1901 wurde er in den Ruhestand versetzt. Er war auch Wirtschaftsberater von Fürst Heinrich XIV.
Er war 1865 bis 1885 Mitglied im Landtag Reuß jüngerer Linie. Dort war er zunächst Schriftführer, Vizepräsident von 1874 bis 1877 und Präsident 1866 bis 1871 und 1877 bis 1883.
Ab dem 28. Februar 1872 war er stellvertretendes Mitglied (für Moritz Fuchs) im Kompetenzgerichtshof in Gera. Er war Vorsitzender des Bezirksarmen- und Arbeitshauses in Schleiz und Mitglied verschiedener Vereine, darunter des Geschichts- und Altertumsforschenden Vereins in Schleiz, der ihn zum Ehrenmitglied ernannte.
Er war Autor einer Reihe von juristischen und historischen Abhandlungen.

## Auszeichnungen
- Fürstliches goldenes Ehrenkreuz (1883)
- Geheimer Regierungsrat (1895)
- Ritterkreuz 1. Klasse des königlich sächsischen Albrechtsordens (1888)
- Königlich preußischer Kronenorden 3. Klasse (1897)